# شورش احمد بارزانی
شورش احمد بارزانی به اولین شورش‌های بزرگ بارزانی و سومین قیام ملی گرایانه کردها در عراق مدرن اشاره دارد. این شورش در سال ۱۹۳۱ آغاز شد، پس از آنکه احمد بارزانی، یکی از برجسته‌ترین رهبران کرد در جنوب کردستان، موفق به اتحاد تعدادی از قبایل کرد شد. رهبر بلندپرواز کُرد تعداد زیادی از رهبران کُرد را به شورش دعوت کرد، از جمله برادر کوچکش مصطفی بارزانی که در این شورش به یکی از بدنام‌ترین فرماندهان تبدیل شد. سرانجام نیروهای بارزانی تحت فشار ارتش عراق که تحت پشتیبانی بریتانیایی‌ها بودند، قرار گرفته و شکست خوردند.
احمد بارزانی بعدها مجبور شد به ترکیه فرار کند، او آنجا بازداشت شد و سپس برای تبعید به جنوب عراق فرستاده شد. اگرچه در ابتدا یک دولت قبیله‌ای تشکیل داد، اما دخالت دولت عراق ناخواسته منجر به رشد شیخ احمد و ملا گمصطفی بارزانی به عنوان رهبران برجسته کُرد شد. در طول این درگیری‌های اولیه، بارزنی‌ها به‌طور مداوم رهبری و قدرت نظامی خود را نشان می‌دادند، و مخالفت مداوم با ارتش نوپای عراق را ارائه می‌دادند. حدس زده می‌شود که تبعید بارزانی‌ها به شهرهای بزرگ آن‌هارا در معرض ایده‌های ملی‌گرایی کردی قرار داده است.

## زمینه

### تجزیه‌طلبی اولیه کردها
اندکی پس از توافق‌های نهایی جنگ جهانی اول، شیخ محمود بارزنجی از قادریه تصوفی، با نفوذترین شخصیت در جنوب کردستان، به عنوان فرماندار سنجک سابق دهوک منصوب شد. شیخ محمود در ماه مه ۱۹۱۹ اولین شورش کردها را در جنوب کردستان تحت کنترل انگلیس (کردستان عراق) رهبری کرد. شیخ محمود با استفاده از اقتدار خود به عنوان یک رهبر مذهبی، در سال ۱۹۱۹ خواستار جهاد علیه انگلیس شد و بدین ترتیب حمایت بسیاری از کردها را که نسبت به مبارزه ملی‌گرایانه بی‌تفاوت بودند، بدست آورد.
پس از پیمان سور که برخی مناطق را آباد کرد، سلیمانیه همچنان تحت کنترل مستقیم کمیساریای عالی انگلیس باقی ماند. پس از نفوذ گروه تُرک "دتزدمیر (Detzdemir) " بر منطقه، انگلیسی‌ها تلاش کردند تا با تعیین شیخ محمود برای فرماندار، که از تبعید خود برگشته بود، در ۱۴ سپتامبر ۱۹۲۲ مقابله کنند.
شیخ محمود دوباره قیام کرد و در ماه نوامبر خود را پادشاه پادشاهی کردستان اعلام کرد. بارزانجی در ژوئیه ۱۹۲۴ مغلوب انگلیس شد. پس از اینکه دولت انگلیس سرانجام شیخ محمود را شکست داد، آنها عراق را به پادشاه فیصل یکم و دولت جدید تحت رهبری اعراب منعقد کردند. در ژانویه ۱۹۲۶، اتحادیه ملل حفظ حقوق کردها را در عراق را اجباری اعلام کرد.

## شیخ احمد
پس از اعدام عبدالسلام در سال ۱۹۱۴ توسط مقامات ترکیه، برادر ۱۸ ساله وی، احمد بارزانی، مسئولیت قبیله را بر عهده گرفت. احمد، به عنوان «جوان» پس از حکومت کردن برادرش قدرت مذهبی و سیاسی را به دست گرفت و شیخ منطقه شد. اقتدار دینی شیخ احمد در نهایت منجر به درگیری می‌شود. گفته می‌شود ایزدی، آیین جدیدی بود که احمد در سال ۱۹۲۷ بنا نهاد تا مردم را با یک دین وحدت ببخشد.
ملا عبدالرحمن فردی که به الوهیت احمد متقاعد شده بود، شیخ را «خدا» خواند و خود را پیامبر معرفی کرد. اگرچه عبدالرحمن توسط برادر شیخ احمد، محمدصدیق کشته شد، اما عقاید خدایی احمد گسترش یافت.

## وقایع ۱۹۳۱

### شورش

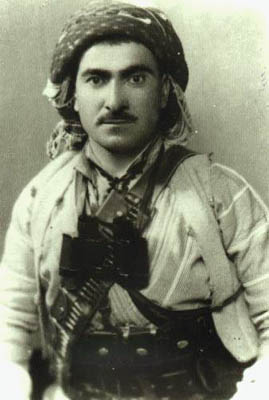
مصطفی بارزانی جوان در طی شورش ۳۲–۱۹۳۱

عجیب و غریب بودن شیخ احمد باعث می‌شود تا سال ۱۹۳۱ هدف قبایل رقیب قرار گیرد. از آنجا که اعتصابات و ضد حمله‌های قبیله‌ای متعددی که بارزنی‌ها درگیر آن بودند، دولت جدید عراق، که اخیراً برای استقلال با انگلیس موافقت کرده بود، تلاش کرد قبیله بارزانی را نابود کند. درگیری میان بارزنی‌ها و نیروهای عراقی از اواخر سال ۱۹۳۱ آغاز شد و تا سال ۱۹۳۲ ادامه یافت. فرماندهی مبارزان بارزانی، ملا مصطفی بارزانی، برادر کوچک شیخ احمد بود. مصطفی در برابر نیروهای عراقی (که توسط فرماندهان انگلیسی و نیروی هوایی سلطنتی انگلیس پشتیبانی می‌شدند) مغلوب شد.

## عواقب
ملا مصطفی از فرماندهان ارشد بارزان به شیخ احمد بارزانی پیوست، دولت عراق همواره این برادران را دستگیر می‌کرد برای مثال در سال ۱۹۳۳ به موصل تبعید کرد. این دو بارزانی در طول دهه ۱۹۳۰ و اوایل دهه ۴۰ به شهرهای مختلف عراق منتقل شدند. در این مدت توقف آنها شامل موصل، بغداد، ناصریه، کفری و آلتین کوپرو بود تا اینکه سرانجام در سلیمانیه به پایان رسید. در همین حال، در بارزان، مبارزان قبیله‌ای بارزانی با فشارهای مداوم دستگیری یا با مرگ روبرو شدند.